# Monastero di Santa Caterina (Praga)
Il monastero di Santa Caterina (in ceco Klášter svaté Kateřiny) è un ex monastero eremita agostiniano situato a Praga, capitale della Repubblica Ceca. Fu donato dall'imperatore Carlo IV nel 1355 e abolito nel 1783.

## Storia

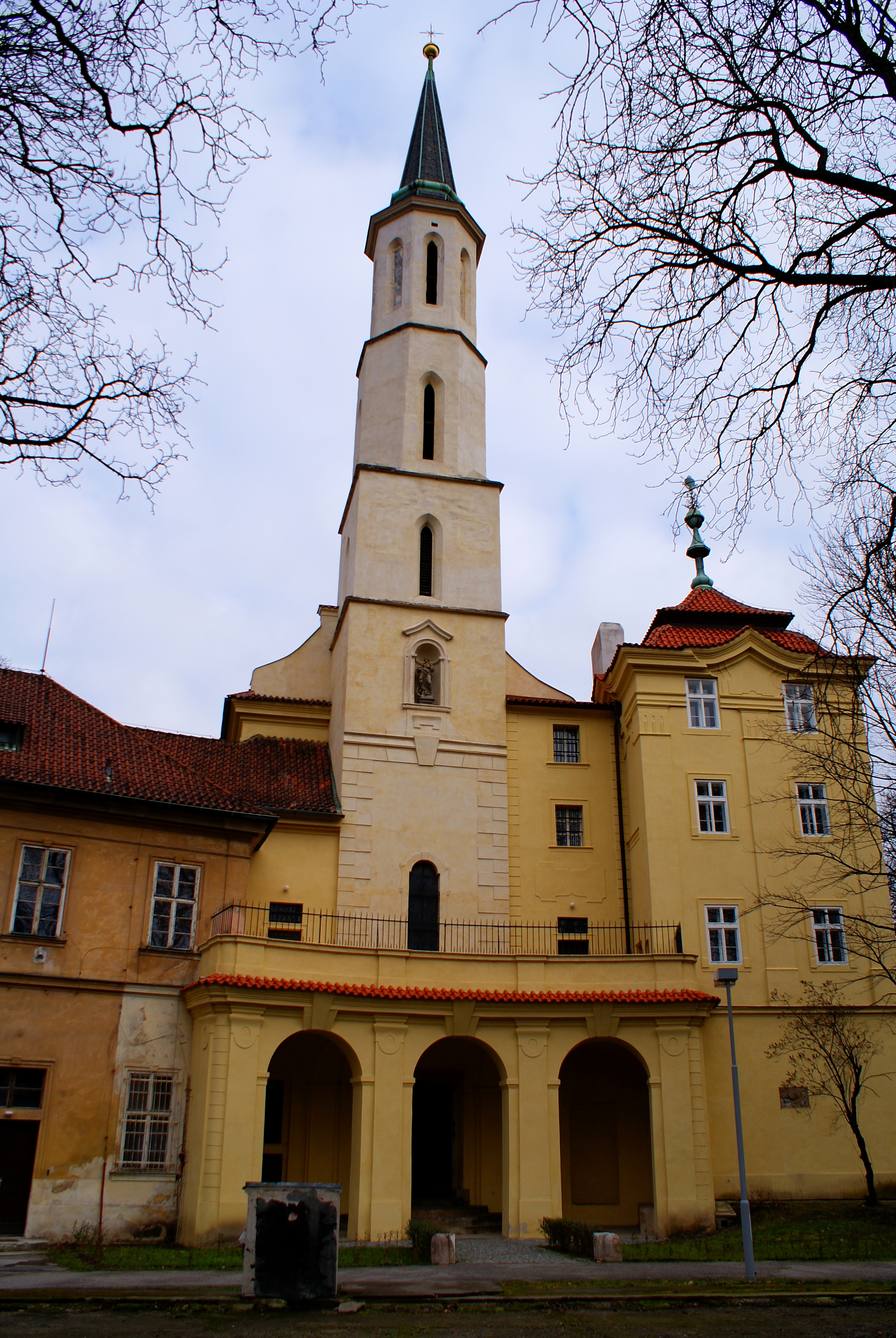
Campanile della chiesa di Santa Caterina

In segno di gratitudine per la vittoria nella sua prima battaglia avvenuta il 25 novembre 1332 (festa di Santa Caterina d'Alessandria) presso il castello di San Felice sul Panaro in Italia, l'imperatore Carlo IV donò nel 1355 un monastero all'ordine mendicante degli Eremiti Agostiniani nell'area della neonata Città Nuova di Praga.
La chiesa del monastero fu consacrata il 29 novembre 1367. La sua snella torre gotica è l'unica parte originale rimasta di questa chiesa dal 1420. Il 25 maggio 1420 un gruppo di Taboriti, ala radicale e particolarmente militante degli Hussiti, attaccò il monastero, scacciando gli Agostiniani e distruggendo la chiesa e il recinto. Durante il tentativo di abbattere l'alta torre, alcuni degli aggressori furono uccisi dalla caduta dei carichi delle pareti e la torre alta 51,3 m, i cui piani superiori hanno la forma di un ottagono, è stata preservata. A volte, per la sua forma ed altezza, viene chiamato scherzosamente il "Minareto di Praga".
Fu solo circa 100 anni dopo l'attacco degli Hussiti, nel periodo dal 1518 al 1522, che la chiesa e gli edifici del convento furono ricostruiti.
Nel 1565 i monaci agostiniani rilevarono il monastero e la chiesa e sostituirono le agostiniane.
Dal 1718 al 1730 gli edifici dell'ex monastero gotico furono ricostruiti in stile barocco secondo i progetti di Franz Maximilian Kaňka. Successivamente, negli anni dal 1737 al 1741, la Katharinenkirche fu ricostruita secondo i piani di Kaňka e Kilian Ignaz Dientzenhofer. La chiesa era decorata con affreschi di Wenzel Lorenz Reiner sulla vita dei santi titolari, che sono stati ottimamente conservati. Da vedere anche le lapidi di gruppo dei bambini di Jan I von Lobkowicz e le lapidi di Theobald František von Dewaldt e, molto probabilmente, Zikmund Fellner von Feldegg.

## Uso successivo
Nel corso delle riforme giuseppine, il monastero fu chiuso e utilizzato come istituto di addestramento militare dal 1787. Dal 1822 ospitò un manicomio, diretto tra il 1837 e il 1851 dallo psichiatra Josef Gottfried von Riedel. Dopo la fine della seconda guerra mondiale nel maggio 1945, la Clinica neurologica della Facoltà di Medicina dell'Università Carolina fu ospitata nell'edificio, che è stato nuovamente restaurato durante questo periodo.
Dopo il 1950 la chiesa servì al Museo Nazionale di Praga come deposito e lapidario, in cui furono conservate le possenti figure in pietra del Ponte Carlo, originali e calchi, tra cui la statua equestre di San Venceslao di Johann Georg Bendl, che si trovava in Piazza Venceslao fino al 1913.
All'inizio del XXI secolo la chiesa del monastero fu ristrutturata e messa a disposizione dei Crocigeri della stella rossa.